# Пианка, Эрик
Эрик Пианка (англ. Eric Rodger Pianka; 23 января 1939, Сискию, Калифорния — 12 сентября 2022) — американский биолог (зоолог, эволюционный эколог), сотрудник Техасского университета, автор книги «Эволюционная экология» (англ. Evolutionary Ecology), в которой была сделана классическая попытка связать эволюционизм с экологией. Книгу впервые издали в начале 1970-х годов, a потом много раз переводили на разные языки (греческий, японский, русский, польский, испанский и другие).

## Биография
Ещё в детстве заинтересовался ящерицами и моллюсками. В апреле 1952 года принимал участие в ночной экскурсии, во время которой мальчики были очарованы фейерверками, видимые издали над городом. После этого братья Пианки в собственном дворе начали играть с базукой, и, как следствие, у 13-летнего Эрика были очень искалечены руки и ноги.
Окончил Карлтон-колледж в 1960 году, после чего прошёл докторантские студии в Вашингтонском университете в Сиэтле и осуществлял исследования в Университете Западной Австралии. Хабилитацию прошёл, работая с Робертом Макартуром в Принстонском университете в 1966—1968 годах. С 1968 года — профессор эволюционной экологии в Университете Техаса в Остине.
За 45 лет научной деятельности опубликовал 18 собственных книг (среди которых классический учебник «Evolutionary Ecology», а также автобиографию), разделы в коллективных монографиях, минимум 200 научных статей. Сделал сотни докладов в ведущих научных учреждениях мира.

## Публикации
Список публикаций, представленный ниже (авторство и соавторство), составлен самим Пианкой и размещён на его интернет-странице (Eric Pianka, Denton A. Cooley Centennial Professor, Section of Integrative Biology U. T. Austin):
- 1994 — «The Lizard Man Speaks», University of Texas Press, Austin,
- 1994 — «Lizard Ecology: Historical Perspectives and Experimental», Princeton University Press,
- 2000 — «Evolutionary Ecology» (edition 6), Benjamin-Cummings, Addison-Wesley-Longman. San Francisco,
- 2001 — «How often do lizards „run on empty?“» Ecology 82: 1-7,
- 2001 — «Allometry of clutch and neonate sizes in monitor lizards (Varanidae: Varanus)», Copeia 2001: 443—458,
- 2001 — «Food web laws or niche theory? six independent empirical tests», American Naturalist 158: 193—199,
- 2002 — «A general review of zoological trends during the 20th century, A. Legakis, S. Sfenthourakis, R. Polymeni, and M. Thessalou-Legaki», eds. Proc. 18th International Congress of Zoology, гг. 3-13,
- 2003 — «Lizards: Windows to the Evolution of Diversity», University of California Press, Berkeley,
- 2003 — «History and the global ecology of squamate reptiles», American Naturalist 162: 44-60,
- 2003 — «Assessing biodiversity with species accumulation curves: Inventories of small reptiles by pit-trapping in Western Australia», Austral Ecology 28: 361—383,
- 2003 — "Systematics of the lizard family Pygopodidae with implications for the diversification of Australian temperate biota"s, Systematic Biology 52: 757—780,
- 2004 — «Historical patterns in lizard ecology: what teiids can tell us about lacertids», W V. Perez-Mellado, N. Riera i A Perera (eds.) The Biology of Lacertids. Evolutionary and Ecological Perspectives, Institut Menorqui d’Estudis. Recerca 8: 139—157,
- 2004 — «Varanoid Lizards of the World», Indiana University Press,
- 2005 — «Ecology’s Legacy from Robert MacArthur», Chapter 11 (гг. 213—232) in K. Cuddington i B. Biesner, eds. «Ecological Paradigms Lost: Theory Change», Academic Press,
- 2005 — «Integrative biology of sticky feet in geckos», BioEssays 27: 647—652,
- 2005 — «Deep history impacts present day ecology and biodiversity», Proc. Nat. Acad. Sci. 102: 7877-7881,
- 2006 — «The Scaly Ones. Natural History», July/August 2006, vol. 115: 28-35.

## Награды и премии

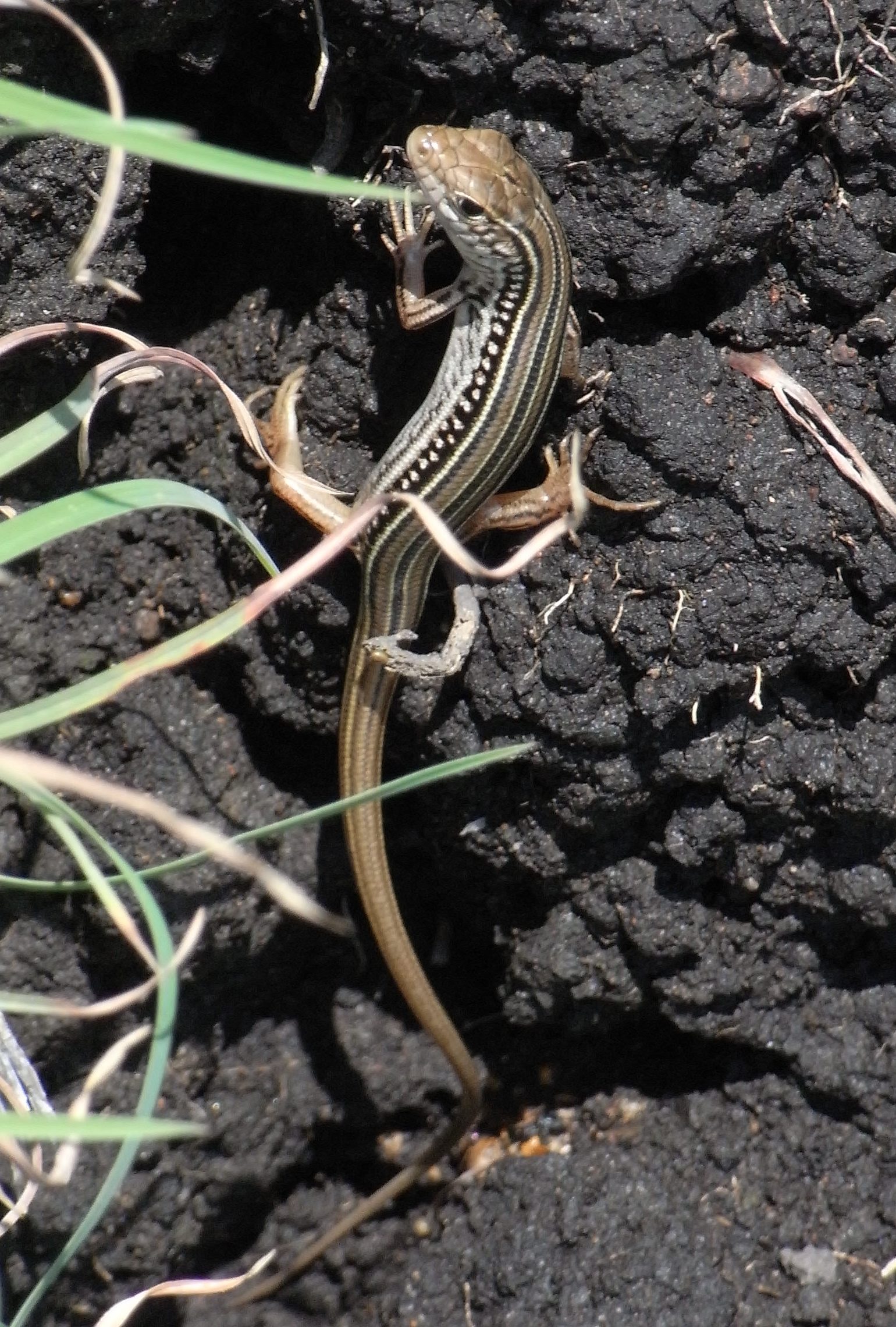
«Ctenotus robustus» — один из видов ящериц, которые очаровали Эрика Пианку, известного как «The Lizard Man»

Эрик Пианка был отмечен многими титулами, наградами и другими знаками отличия; от его фамилии происходят, среди прочего, названия видов «Ctenotus piankai» Storr 1968 (сцинк), «Oochoristica piankai» Bursey, Goldberg et Woolery 1996 (цестода) и «Skrjabinodon piankai» Bursey Goldberg et 1999 (нематода). Нижеследующий перечень отличий составленный самим Эриком Пианкой:
- 1978 — Стипендиат Гуггенхайма,
- 1981 — член Американской ассоциации содействия развитию науки,
- 1986 — Denton A. Cooley Centennial Professorship in Zoology, 1986--(for life)
- 1990 — Fulbright Senior Research Scholar, Australia,
- 1998 и 2003 — dean’s Fellow, Fall Semesters,
- 1999 — Teaching Excellence Award, College of Natural Sciences,
- 2001 — Big XII Faculty Fellowship,
- 2004 — Best non-fiction book, Oklahoma Center for the Book,
- 2004 — Distinguished Herpetologist, Herpetologists' League,
- 2004 — Featured in a 2004 Russian book «Faces of Ecology» by G. C. Rosenberg along with many famous ecologists
- 2005 — Grand Prize, Ninth Annual UT Coop Robert W. Hamilton Book Awards,
- 2006 — Distinguished Scientist, Texas Academy of Science,
- Inaugural Address for Ecology, Evolution and Behavior program, Texas A&M University,
- Lawrence Slobodkin Lecture in Evolution, State University of New York, Stony Brook.